# Penny Johnson Jerald
Penny Johnson Jerald (Baltimora, 14 marzo 1961) è un'attrice statunitense. È nota per aver interpretato il personaggio di Kassidy Yates nella serie televisiva del franchise di fantascienza Star Trek, Star Trek: Deep Space Nine; Beverly Barnes nella serie televisiva The Larry Sanders Show; Sherry Palmer nella serie televisiva 24; Victoria Gates nella serie televisiva Castle; Claire Finn nella serie televisiva The Orville.

## Biografia
Nata a Baltimora, Maryland.
Dal 1994 entra a far parte del franchise di Star Trek, interpretando il personaggio di Dobara, cognata adottiva di Worf, dato che diviene la moglie di Nikolai Rozhenko (Paul Sorvino), fratello adottivo di Worf, nell'episodio della settima stagione della serie televisiva Star Trek: The Next Generation, seconda serie live action del franchise dopo la serie classica, Terra promessa (Homeward, 1994). Dal 1995 al 1999 interpreta Kassidy Yates, amica e amante, prima, e poi sposa, del capitano Benjamin Sisko (Avery Brooks), nella successiva terza serie live action del franchise Star Trek: Deep Space Nine. Nella sesta stagione della serie, Lontano, oltre le stelle (Far Beyond the Stars, 1998), dove tutti gli attori della serie recitano senza trucco prostetico nella parte dei propri alter ego in una visione di Sisko ambientata negli anni cinquanta del XX secolo, interpreta la parte di Cassie.
Nel 1998 viene resa ulteriormente popolare dalla serie televisiva The Larry Sanders Show, dove interpreta il ruolo di Beverly Barnes.
Nel 2001 è in 24, nel ruolo di Sherry Palmer. Nel 2003 impersona la Segretaria di Stato del secondo mandato del presidente degli Stati Uniti d'America George W. Bush, nel film per la televisione diretto da Brian Trenchard-Smith, DC 9/11: Time of Crisis, che rievoca gli attentati dell'11 settembre 2001. Dal 2011 al 2015 interpreta in Castle il ruolo del capitano Victoria Gates che lascerà alla fine della settima stagione. Nel 2015 presta la voce al personaggio DC di Amanda Waller, nel secondo episodio della serie animata Justice League: Gods and Monsters Chronicles e nel film, diretto da Sam Liu e distribuito direct-to-video, Justice League: Gods and Monsters. Dal 2017 è nel cast della serie televisiva The Orville, dove interpreta Claire Finn. Nel 2019 è nuovamente al doppiaggio per il film di animazione diretto da Jon Favreau, Il re leone (The Lion King), dove interpreta il personaggio di Sarafina.

## Filmografia

### Attrice

#### Cinema
- Swing Shift - Tempo di swing (Swing Shift), regia di Jonathan Demme (1984)
- Le colline hanno gli occhi 2 (The Hills Have Eyes 2), regia di Wes Craven (1984)
- Goin' to Chicago, regia di Paul Leder (1991)
- Fear of a Black Hat - regia di Rusty Cundieff (1993)
- Tina - What's Love Got to Do with It, regia di Brian Gibson (1993)
- Molly & Gina, regia di Paul Leder (1994)
- Automatic, regia di John Murlowski (1995)
- Potere assoluto (Absolute Power), regia di Clint Eastwood (1997)
- Cercasi tribù disperatamente (Krippendorf's Tribe), regia di Todd Holland (1998)
- Rent, regia di Chris Columbus (2005)
- Parker's Anchor, regia di Marc Hampson (2018)
- Celeste's Dreams, regia di Iona Morris - cortometraggio (2020)

#### Televisione
- American Playhouse – serie TV episodio 2x05 (1983)
- The Impostor, regia di Michael Pressman – film TV (1984)
- T.J. Hooker – serie TV, episodio 4x05 (1984)
- Hill Street giorno e notte (Hill Street Blues) – serie TV, episodio 5x07 (1984)
- The Paper Chase – serie TV, 29 episodi (1984-1986)
- I Jefferson (The Jeffersons) – serie TV, episodio 11x14 (1985)
- The Grand Baby, regia di Henry Johnson – film TV (1985)
- Simon & Simon – serie TV, episodi 4x22-8x03 (1985-1988)
- General Hospital – soap opera, 2 episodi (1986)
- Scuola di football (1st & Ten) – serie TV, episodi 4x04-4x05-4x06 (1987)
- Women in Prison – serie TV, episodio 1x05 (1987)
- I Robinson (The Cosby Show) – serie TV, episodio 4x15 (1988) - non accreditata
- Vietnam addio (Tour of Duty) – serie TV, episodio 2x03 (1989)
- She's the Sheriff – serie TV, episodio 2x14 (1989)
- Homeroom – serie TV, 13 episodi (1989)
- Freddy's Nightmares – serie TV, episodio 2x21 (1990)
- Coach – serie TV, episodio 3x03 (1990)
- Kailedoscope, regia di Jud Taylor – film TV (1990)
- Delitti in forma di stella (Night Visions), regia di Wes Craven – film TV (1990)
- Parker Lewis (Parker Lewis Can't Lose) – serie TV, episodio 1x13 (1990)
- Colombo – serie TV, episodio 10x02 (1991)
- The Larry Sanders Show – serie TV, 82 episodi (1992-1998)
- Class of '61, regia di Gregory Hoblit – film TV (1993)
- Madre a tutti i costi (Empty Cradle), regia di Paul Schneider – film TV (1993)
- Star Trek: The Next Generation – serie TV, episodio 7x13 (1994)
- Per amore della legge (Sweet Justice) – serie TV, episodio 1x13 (1995)
- Star Trek: Deep Space Nine – serie TV, 15 episodi (1995-1999) – Kasidy Yates
- The Road to Galveston, regia di Michael Toshiyuki Uno – film TV (1996)
- Grace Under Fire – serie TV, episodi 3x18-3x19 (1996)
- Death Benefit, regia di Mark Piznarski – film TV (1996)
- The Writing on the Wall, regia di Peter Smith – film TV (1996)
- Cosby – serie TV, episodio 1x15 (1997)
- The Gregory Hines Show – serie TV, episodio 1x01 (1997)
- E.R. - Medici in prima linea (ER) – serie TV, 9 episodi (1998-1999)
- The Test of Love, regia di Larry Peerce – film TV (1999)
- Il colore dell'amicizia (The Color of Friendship), regia di Kevin Hooks – film TV (2000)
- Intenzione premeditata (Deliberate Intent), regia di Andy Wolk – film TV (2000)
- In tribunale con Lynn (Family Law) – serie TV, episodio 2x08 (2000)
- X-Files (The X-Files) – serie TV, episodio 8x12 (2001)
- The Practice - Professione avvocati (The Practice) – serie TV, episodio 5x15 (2001)
- Citizen Baines – serie TV, episodio 1x01 (2001)
- 24 – serie TV, 45 episodi (2001-2004)
- Il tocco di un angelo (Touched by an Angel) – serie TV, episodio 8x20 (2002)
- DC 9/11: Time of Crisis, regia di Brian Trenchard-Smith – film TV (2003) - Condoleezza Rice
- Frasier – serie TV, episodio 11x07 (2003)
- Secrets of the International Spy Museum, regia di Jerry Smith – film TV (2004)
- Eve – serie TV, 4 episodi (2005-2006)
- Law & Order - I due volti della giustizia (Law & Order) – serie TV, episodio 16x15 (2006)
- 11 settembre - Tragedia annunciata (The Path to 9/11), regia di David L. Cunningham – miniserie TV, episodi 1x01-1x02 (2006)
- 4400 (The 4400) – serie TV, episodi 4x10-4x12-4x13 (2007)
- October Road – serie TV, 10 episodi (2007-2008)
- NCIS - Unità anticrimine (N.C.I.S.) – serie TV, episodi 7x07-7x12 (2009-2010)
- Bones – serie TV, episodio 5x11 (2010)
- Castle – serie TV, 93 episodi (2011-2015) – Victoria Gates
- Media, regia di Craig Ross Jr. - film TV (2017)
- The Orville – serie TV, 36 episodi (2017-2022)
- Sideswiped - serie TV, episodio 1x04 (2018)

### Doppiatrice

#### Cinema
- Justice League: Gods and Monsters, regia di Sam Liu - direct-to-video (2015) - Amanda Waller
- Il re leone (The Lion King), regia di Jon Favreau (2019)

#### Televisione
- Justice League: Gods and Monsters Chronicles - serie animata, episodio 1x02 (2015) - Amanda Waller

## Doppiatrici italiane
Nelle versioni in italiano delle opere in cui ha recitato, Penny Johnson Jerald è stata doppiata da:
- Alessandra Cassioli in Star Trek: Deep Space Nine
- Cinzia De Carolis in Tina - What's love got to do with it
- Veronica Pivetti in Potere assoluto
- Pinella Dragani in Law & Order - I due volti della giustizia
- Anna Cesareni in X-Files
- Antonella Rinaldi in 24
- Ludovica Modugno in 11 settembre - Tragedia annunciata
- Isabella Pasanisi in Castle
- Sabrina Duranti in The Orville

Da doppiatrice è sostituita da:
- Laura Romano ne Il re leone